# Rumex maricola
Rumex maricola là một loài thực vật có hoa trong họ Rau răm. Loài này được Remy miêu tả khoa học đầu tiên.